# Paint It Black
Paint It Black ist eine von den Rolling Stones am 6. Mai 1966 in den Vereinigten Staaten und am 13. Mai 1966 in Großbritannien veröffentlichte Single, welche in beiden Ländern Platz 1 der Charts erreichte. 
Auf der Single stand versehentlich zuerst Paint It, Black. Das Lied ist auch auf der US-Fassung des Albums Aftermath (1966) enthalten. In den deutschen und österreichischen Charts wurde jeweils der zweite Platz erreicht.

## Komposition
Laut Beiheft wird das mit „Mach alles schwarz!“ übersetzbare Lied nur Mick Jagger und Keith Richards zugeschrieben, obwohl alle Bandmitglieder maßgeblich an dessen Entstehung mitgewirkt haben, besonders Bill Wyman und Brian Jones. Das ursprüngliche Konzept von Jagger und Richards war ein langsamer Soul aus dem Blickwinkel einer melancholischen Person, die ihrer Stimmung entsprechend alles, sogar die Sonne, in Schwarz sehen möchte.
Das Lied entstand, als der Bassist Wyman während einer Recording Session auf einer Orgel spielte, um den früheren Co-Manager und Orgelspieler Eric Easton zu parodieren. Charlie Watts stimmte dazu einen nahöstlichen Schlagrhythmus an, der die Grundlage für das spätere Lied bildete. Brian Jones intonierte dann das markante Sitar-Riff, und Jagger schrieb den Liedtext über einen Mann, der seine verstorbene Freundin betrauert.
In einem Interview beschrieb Jagger 1995 Paint It Black als „eine Art türkisches Lied“. Paint It Black weist stellenweise Ähnlichkeiten zu dem bereits vier Jahre zuvor veröffentlichten türkischen Rocksong Bir Eylül Akşamı („Ein Abend im September“) von Erkin Koray auf. Am markantesten ist diese Ähnlichkeit in der in beiden Liedern zu hörenden gesummten Melodie vernehmbar (Bei Bir Eylül Akşamı am Ende jeder Strophe, bei Paint It Black erst im Outro). Bis auf eine leicht geänderte Phrasierung und einer Modulation von natürlich Moll zu harmonisch Moll stimmt die Tonfolge überein. Die Modulation zur harmonischen Molltonleiter, auch „orientalisch Moll“ genannt, trägt stark zu dem orientalischen Charakter von Paint It Black bei.
Der nächste Nummer-1-Hit in England gelang der Band erst fast genau zwei Jahre später mit der am 24. Mai 1968 veröffentlichten Single Jumpin’ Jack Flash.

## Kultureller Einfluss
Das Lied wurde durch seine Verwendung im Abspann des Films Full Metal Jacket (1987) und im Vorspann der US-amerikanischen Fernsehserie NAM – Dienst in Vietnam (1987–1990) oft mit dem Vietnamkrieg assoziiert. Ebenfalls zu hören ist das Stück im Film Aus Liebe zum Spiel (1999) mit Kevin Costner, im Abspann des Thrillers Im Auftrag des Teufels (1997) mit Al Pacino und der Pilotfolge von Nip/Tuck. Das Lied wurde auch in den Computerspielen Conflict: Vietnam, Twisted Metal: Black, Guitar Hero III, Mafia III (2016) und im Trailer des Spiels Call of Duty: Black Ops III (2015) verwendet. Eine Coverversion des Liedes (interpretiert von Gob) spielt eine wichtige Rolle in dem Film Echoes – Stimmen aus der Zwischenwelt. Eine weitere Version ohne Gesang wurde 2016 von Ramin Djawadi für die Fernsehserie Westworld vertont.

## Kommerzieller Erfolg

### Chartplatzierungen
| ChartsChartplatzierungen       | Höchstplatzierung | Wochen/ Monate |
| ------------------------------ | ----------------- | -------------- |
| Deutschland (GfK)              | 2 (5 Mt.)         | 5 Mt.          |
| Österreich (Ö3)                | 2 (3 Mt.)         | 3 Mt.          |
| Vereinigte Staaten (Billboard) | 1 (11 Wo.)        | 11 Wo.         |
| Vereinigtes Königreich (OCC)   | 1 (24 Wo.)        | 24 Wo.         |

| ChartsJahrescharts (1966)      | Platzierung |
| ------------------------------ | ----------- |
| Deutschland (GfK)              | 28          |
| Österreich (Ö3)                | 10          |
| Vereinigte Staaten (Billboard) | 21          |

### Auszeichnungen für Musikverkäufe
| Land/Region                  | Auszeichnungen für Musikverkäufe (Land/Region, Auszeichnung, Verkäufe) | Verkäufe  |
| ---------------------------- | ---------------------------------------------------------------------- | --------- |
| Australien (ARIA)            | 5× Platin                                                              | 350.000   |
| Dänemark (IFPI)              | Gold                                                                   | 45.000    |
| Deutschland (BVMI)           | Gold                                                                   | 250.000   |
| Italien (FIMI)               | Platin                                                                 | 50.000    |
| Neuseeland (RMNZ)            | 4× Platin                                                              | 120.000   |
| Spanien (Promusicae)         | 2× Platin                                                              | 120.000   |
| Vereinigtes Königreich (BPI) | 2× Platin                                                              | 1.200.000 |
| Insgesamt                    | 2× Gold · 14× Platin ·                                                 | 2.135.000 |

Hauptartikel: The Rolling Stones/Auszeichnungen für Musikverkäufe

## Coverversionen
Paint It Black wurde durch zahlreiche Bands und Interpreten gecovert, darunter:
- Chris Farlowe, veröffentlicht 1966 auf dem Album The Art of Chris Farlowe
- Marie Laforêt, veröffentlicht 1966 als Single unter dem Titel Marie douceur – Marie colère
- The Standells, veröffentlicht 1966 auf dem Album Why Pick on Me
- Gábor Szabó, veröffentlicht 1966 auf dem Album Jazz Raga
- The Animals, veröffentlicht 1967 auf dem Album Winds of Change
- Karel Gott, veröffentlicht 1969 auf dem Album In mir klingt ein Lied unter dem Titel Rot und schwarz
- Eric Burdon & War, veröffentlicht 1970 auf dem Album The Black-Man’s Burdon
- Anvil, veröffentlicht 1981 auf dem Album Hard ’n’ Heavy (unter dem Gruppennamen Lips)
- Anti-Nowhere League, veröffentlicht 1983 auf dem Album Live in Yugoslavia
- Avengers, veröffentlicht 1983 auf dem Album Avengers
- W.A.S.P., veröffentlicht 1984 auf der B-Seite der Single School Daze und 1997 auf der Wiederveröffentlichung des Debütalbums W.A.S.P.
- Echo & the Bunnymen, veröffentlicht 1988 auf der EP New Live and Rare
- The Feelies, veröffentlicht 1990 als Bonusstück auf der CD-Veröffentlichung des Albums Crazy Rhythms
- The Meteors, veröffentlicht 1991 auf dem Album Madman Roll
- U2, veröffentlicht 1991 auf dem Album Achtung Baby und 1992 als B-Seite der Single Who’s Gonna Ride Your Wild Horses
- The Eternal Afflict, veröffentlicht 1992 auf der EP Luminographic Agony
- Mephisto Walz, veröffentlicht 1992 auf der EP As Apostles Forget als Painted Black
- Vicious Rumors, veröffentlicht 1994 auf der Digi-Pack-Version des Albums Word of Mouth
- Rick Wakeman, veröffentlicht 1994 auf dem Album Wakeman with Wakeman: The Official Bootleg
- Band of Susans, veröffentlicht 1995 auf dem Album Wired for Sound
- Grip Inc., veröffentlicht 1995 auf dem Sampler Dynamo Open Air 10th Anniversary
- Face to Face, veröffentlicht 1996 als Single
- Inkubus Sukkubus, veröffentlicht 1997 auf dem Album Vampyre Erotica
- Tracy Lawrence, veröffentlicht 1997 auf dem Sampler Stone Country: Country Artists Perform the Songs of the Rolling Stones
- Glenn Tipton, veröffentlicht 1997 auf dem Album Baptizm of Fire
- 3 Steps Ahead, veröffentlicht 1998 als Single
- Rage, veröffentlicht 1998 auf dem Album XIII
- Marc Almond mit dem Royal Philharmonic Orchestra, veröffentlicht 1998 auf dem Sampler Philharmania von Mike Batt
- Gob, veröffentlicht 1998 als Bonusstück der US-Version des Albums How Far Shallow Takes You
- Jonny Lang, veröffentlicht 1999 auf dem Soundtrack-Album For Love of the Game: Music from the Motion Picture
- Hikaru Utada, veröffentlicht 1999 auf dem Album First Love
- The Residents, veröffentlicht 2000 auf dem Kompilations-Album Dot.Com
- The Tea Party, veröffentlicht 2000 auf dem Kompilations-Album Tangents: The Tea Party Collection
- Ottmar Liebert, veröffentlicht 2001 auf dem Album Little Wing
- M Clan, veröffentlicht 2001 auf dem Album Sin enchufe als Todo negro
- The Black Dahlia Murder, veröffentlicht 2002 auf der EP A Cold-Blooded Epitaph
- Vanessa Carlton, veröffentlicht 2002 auf dem Album Be Not Nobody
- Marduk, veröffentlicht 2002 auf dem Kompilations-Album Blackcrowned
- The Agony Scene, veröffentlicht 2003 auf dem Album The Agony Scene
- Firewater, veröffentlicht 2004 auf dem Album Songs We Should Have Written
- Three Sixes, veröffentlicht 2004 auf dem Album Three Sixes
- Darkseed, veröffentlicht 2005 auf dem Album Ultimate Darkness (aufgenommen 1996)
- The Unseen, veröffentlicht 2005 auf dem Album State of Discontent
- Deadsy, veröffentlicht 2006 auf dem Album Phantasmagore
- Earth Crisis, veröffentlicht 2006 auf dem Album Last of the Sane
- Hayseed Dixie, veröffentlicht 2007 auf dem Album Weapons of Grass Destruction
- Django 3000, veröffentlicht 2013 unter dem Titel Schwarz und Rot auf dem Album Hopaaa!
- Ciara, veröffentlicht 2015 als Single
- Ramin Djawadi, veröffentlicht 2016 auf dem Soundtrack-Album Westworld: Season 1 (Music from the HBO Series)
- Robyn Adele Anderson, veröffentlicht 2021 auf dem Album Vol. 6 ein Mashup zur Melodie von Back to Black von Amy Winehouse
- Sum 41, veröffentlicht 2024 auf dem Album Heaven x Hell